# Allacta figurata
Allacta figurata es una especie de cucaracha del género Allacta, familia Ectobiidae. Fue descrita científicamente por Walker en 1871.

## Distribución
Esta especie se encuentra en India.